# Jaimehintonia
Jaimehintonia là chi thực vật có hoa trong họ Amaryllidaceae.